# Геласий I
Св. папа Геласий I (на латински: Gelasius PP. I) е папа на Римокатолическа църква.
Според Liber Pontificalis е родом от Африка и е син на някой си Валерио. Той е първият чернокож (мургав) папа. Понтификатът му трае от 1 март 493 до 19 ноември 496 г.
През 494 г. папа Геласий I осъжда произведенията на Тертулиан в Decretum Gelasianum. През 496 г. причислява Валентин към светците и обявява 14 февруари за ден, в който да се почита паметта му.
Погребан е в базиликата „Св. Петър“ в Рим. 